# Пероксид стронция
Пероксид стронция — бинарное неорганическое соединение стронция и кислорода с формулой SrO2. Белый порошок. Образует кристаллогидраты.

## Получение
- Действием кислорода на оксид стронция при высоком давлении:

{\displaystyle {\mathsf {SrO+O_{2}\ {\xrightarrow {200atm,350^{o}C}}\ SrO_{2}}}}
Действием пероксида водорода на суспензию оксида стронция:
{\displaystyle {\mathsf {SrO+H_{2}O_{2}\ {\xrightarrow {\ }}\ SrO_{2}+H_{2}O}}}
при проведении реакции в охлаждённых водных растворах получаются кристаллогидраты SrO2•2H2O, SrO2•8H2O и SrO2•12H2O.

## Физические свойства
Пероксид стронция образует белые мелкие кристаллы, гранецентрированная кубическая решётка.
Из кристаллогидратов наиболее изученный SrO2•8H2O — бесцветные кристаллы  тетрагональной сингонии, пространственная группа P 4/mmm, параметры ячейки a = 0,632 нм, c = 1,110 нм, Z = 2, плотность 1,95 г/см³

## Химические свойства
- При нагревании разлагается:

{\displaystyle {\mathsf {2\ SrO_{2}\ {\xrightarrow {250^{o}C}}\ 2\ SrO+O_{2}}}}
- Медленно разлагается водой

{\displaystyle {\mathsf {2\ SrO_{2}+2\ H_{2}O\ {\xrightarrow {\ }}\ 2\ Sr(OH)_{2}+O_{2}}}}

## Применение
В пиротехнике.

## Биологическая роль и токсичность
- ПДК = 5 мг/м³.
- Перекись стронция относится к веществам 3-го класса опасности.